# Partecipanti al Giro di Svizzera 2006
Elenco dei partecipanti al Giro di Svizzera 2006.
Alla partenza si sono presentate le venti squadre componenti il circuito UCI ProTour, più una squadra invitata come wildcard (Team LPR). I corridori al via sono stati 167, dei quali 109 sono arrivati fino al traguardo, mentre i ritirati sono stati 58.

## Corridori per squadra
Nota: R ritirato, NP non partito.
| Euskaltel-Euskadi             | Euskaltel-Euskadi             | Euskaltel-Euskadi             | Würth Team                    | Würth Team                     | Würth Team                    | Team Milram                | Team Milram                | Team Milram                |
| ----------------------------- | ----------------------------- | ----------------------------- | ----------------------------- | ------------------------------ | ----------------------------- | -------------------------- | -------------------------- | -------------------------- |
| 1                             | Unai Etxebarria               | NP 5ª                         | 71                            | Alberto Contador               | 22º                           | 141                        | Erik Zabel                 | 68º                        |
| 2                             | Andoni Aranaga                | R 4ª                          | 72                            | Giampaolo Caruso               | 8º                            | 142                        | Simone Cadamuro            | NP 9ª                      |
| 3                             | Iker Flores                   | 42º                           | 73                            | Allan Davis                    | 86º                           | 143                        | Mirko Celestino            | 51º                        |
| 4                             | David Herrero                 | 19º                           | 74                            | David Etxebarria               | R 8ª                          | 144                        | Ralf Grabsch               | 89º                        |
| 5                             | Markel Irizar                 | 103º                          | 75                            | Jörg Jaksche                   | 3º                            | 145                        | Enrico Poitschke           | 96º                        |
| 6                             | Alan Pérez                    | 83º                           | 76                            | José Antonio Redondo           | 99º                           | 146                        | Björn Schröder             | 54º                        |
| 7                             | Rubén Pérez                   | 60º                           | 77                            | Michele Scarponi               | 40º                           | 147                        | Marco Velo                 | R 7ª                       |
| 8                             | Joseba Zubeldia               | 34º                           | 78                            | Ángel Vicioso                  | 4º                            | 148                        | Giovanni Visconti          | 61º                        |
| Manager: Gorka Gerrikagoitia  | Manager: Gorka Gerrikagoitia  | Manager: Gorka Gerrikagoitia  | Manager: Herminio Díaz Zabala | Manager: Herminio Díaz Zabala  | Manager: Herminio Díaz Zabala | Manager: Oscar Pellicioli  | Manager: Oscar Pellicioli  | Manager: Oscar Pellicioli  |
| Team CSC                      | Team CSC                      | Team CSC                      | Discovery Channel             | Discovery Channel              | Discovery Channel             | Crédit Agricole            | Crédit Agricole            | Crédit Agricole            |
| 11                            | Fabian Cancellara             | 94º                           | 81                            | Max van Heeswijk               | R 8ª                          | 151                        | László Bodrogi             | FT 4ª                      |
| 12                            | Andy Schleck                  | 45º                           | 82                            | Manuel Beltrán                 | 20º                           | 152                        | Francesco Bellotti         | 56º                        |
| 13                            | Allan Johansen                | 33º                           | 83                            | Volodymyr Bileka               | 73º                           | 153                        | William Bonnet             | R 8ª                       |
| 14                            | Karsten Kroon                 | 63º                           | 84                            | Janez Brajkovič                | 5º                            | 154                        | Aleksandr Bočarov          | 11º                        |
| 15                            | Marcus Ljungqvist             | 35º                           | 85                            | Trent Lowe                     | 48º                           | 155                        | Julian Dean                | 101º                       |
| 16                            | Jakob Piil                    | R 4ª                          | 86                            | Jurgen Van Den Broeck          | R 4ª                          | 156                        | Jimmy Engoulvent           | 109º                       |
| 17                            | Fränk Schleck                 | 6º                            | 87                            | Jurgen Van Goolen              | 30º                           | 157                        | Sébastien Hinault          | 92º                        |
| 18                            | Christian Vande Velde         | 13º                           | 88                            | Matthew White                  | 70º                           | 158                        | Yannick Talabardon         | 55º                        |
| Manager: Dan Frost            | Manager: Dan Frost            | Manager: Dan Frost            | Manager: Dirk Demol           | Manager: Dirk Demol            | Manager: Dirk Demol           | Manager: Denis Roux        | Manager: Denis Roux        | Manager: Denis Roux        |
| Phonak Hearing Systems        | Phonak Hearing Systems        | Phonak Hearing Systems        | Davitamon-Lotto               | Davitamon-Lotto                | Davitamon-Lotto               | Liquigas                   | Liquigas                   | Liquigas                   |
| 21                            | Alexandre Moos                | 43º                           | 91                            | Cadel Evans                    | 10º                           | 161                        | Dario David Cioni          | R 7ª                       |
| 22                            | Aurélien Clerc                | R 6ª                          | 92                            | Robbie McEwen                  | R 7ª                          | 162                        | Michael Albasini           | 52º                        |
| 23                            | Martin Elmiger                | 31º                           | 93                            | Mario Aerts                    | 58º                           | 163                        | Kjell Carlström            | 84º                        |
| 24                            | Axel Merckx                   | R 8ª                          | 94                            | Christophe Brandt              | 62º                           | 164                        | Stefano Garzelli           | 27º                        |
| 25                            | Steve Morabito                | R 8ª                          | 95                            | Bart Dockx                     | R 8ª                          | 165                        | Luca Paolini               | R 8ª                       |
| 26                            | Grégory Rast                  | 47º                           | 96                            | Gert Steegmans                 | 98º                           | 166                        | Franco Pellizotti          | R 6ª                       |
| 27                            | Johann Tschopp                | R 4ª                          | 97                            | Léon van Bon                   | 104º                          | 167                        | Charles Wegelius           | R 8ª                       |
| 28                            | Steve Zampieri                | 23º                           | 98                            | Fred Rodriguez                 | NP 8ª                         | 168                        | Stefano Zanini             | R 7ª                       |
| Manager: René Savary          | Manager: René Savary          | Manager: René Savary          | Manager: Hendrik Redant       | Manager: Hendrik Redant        | Manager: Hendrik Redant       | Manager: Stefano Zanatta   | Manager: Stefano Zanatta   | Manager: Stefano Zanatta   |
| T-Mobile                      | T-Mobile                      | T-Mobile                      | Quick Step-Innergetic         | Quick Step-Innergetic          | Quick Step-Innergetic         | Française des Jeux         | Française des Jeux         | Française des Jeux         |
| 31                            | Jan Ullrich                   | 1º                            | 101                           | Tom Boonen                     | NP 8ª                         | 171                        | Bradley McGee              | R 4ª                       |
| 32                            | Lorenzo Bernucci              | 74º                           | 102                           | Hubert Schwab                  | 66º                           | 172                        | Ludovic Auger              | FT 4ª                      |
| 33                            | Linus Gerdemann               | 7º                            | 103                           | Paolo Bettini                  | R 7ª                          | 173                        | Cyrille Monnerais          | R 4ª                       |
| 34                            | Giuseppe Guerini              | 25º                           | 104                           | Steven de Jongh                | 97º                           | 174                        | Bernhard Eisel             | 107º                       |
| 35                            | Kim Kirchen                   | 12º                           | 105                           | Nick Nuyens                    | R 8ª                          | 175                        | Thomas Löfkvist            | 21º                        |
| 36                            | Andreas Klöden                | R 8ª                          | 106                           | Bram Tankink                   | 38º                           | 176                        | Lilian Jégou               | R 6ª                       |
| 37                            | Michael Rogers                | 64º                           | 107                           | Matteo Tosatto                 | 91º                           | 177                        | Ian McLeod                 | R 4ª                       |
| 38                            | Patrik Sinkewitz              | 49º                           | 108                           | Geert Werheyen                 | 29º                           | 178                        | Fabien Patanchon           | 108º                       |
| Manager: Rudy Pevenage        | Manager: Rudy Pevenage        | Manager: Rudy Pevenage        | Manager: Wilfried Peeters     | Manager: Wilfried Peeters      | Manager: Wilfried Peeters     | Manager: Yvan Madiot       | Manager: Yvan Madiot       | Manager: Yvan Madiot       |
| Caisse d'Epargne              | Caisse d'Epargne              | Caisse d'Epargne              | Team Gerolsteiner             | Team Gerolsteiner              | Team Gerolsteiner             | Bouygues Telecom           | Bouygues Telecom           | Bouygues Telecom           |
| 41                            | Vladimir Efimkin              | 26º                           | 111                           | Georg Totschnig                | 16º                           | 181                        | Franck Renier              | R 3ª                       |
| 42                            | Marco Fertonani               | 32º                           | 112                           | Markus Fothen                  | 59º                           | 182                        | Laurent Brochard           | 41º                        |
| 43                            | Isaac Gálvez                  | R 6ª                          | 113                           | René Haselbacher               | R 3ª                          | 183                        | Pierre Drancourt           | 44º                        |
| 44                            | Joan Horrach                  | R 7ª                          | 114                           | Sven Montgomery                | 67º                           | 184                        | Anthony Geslin             | 106º                       |
| 45                            | Vladimir Karpec               | 9º                            | 115                           | Matthias Russ                  | R 7ª                          | 185                        | Vincent Jérôme             | 102º                       |
| 46                            | Pablo Lastras                 | 90º                           | 116                           | Marcel Strauss                 | R 6ª                          | 186                        | Christophe Kern            | R 7ª                       |
| 47                            | Constantino Zaballa           | 36º                           | 117                           | Beat Zberg                     | 53º                           | 187                        | Anthony Ravard             | FT 4ª                      |
| 48                            | Aleksej Markov                | 93º                           | 118                           | Markus Zberg                   | 71º                           | 188                        | Matthieu Sprick            | 28º                        |
| Manager: Alfonso Galilea      | Manager: Alfonso Galilea      | Manager: Alfonso Galilea      | Manager: Hans-Michael Holczer | Manager: Hans-Michael Holczer  | Manager: Hans-Michael Holczer | Manager: Dominique Arnould | Manager: Dominique Arnould | Manager: Dominique Arnould |
| Lampre-Fondital               | Lampre-Fondital               | Lampre-Fondital               | Saunier Duval-Prodir          | Saunier Duval-Prodir           | Saunier Duval-Prodir          | AG2R Prévoyance            | AG2R Prévoyance            | AG2R Prévoyance            |
| 51                            | Salvatore Commesso            | NP 8ª                         | 121                           | Oliver Zaugg                   | 37º                           | 191                        | Íñigo Chaurreau            | 75º                        |
| 52                            | Alessandro Ballan             | 95º                           | 122                           | Alberto Fernández de la Puebla | R 8ª                          | 192                        | Sylvain Calzati            | 18º                        |
| 53                            | Daniele Bennati               | 69º                           | 123                           | David Cañada                   | 17º                           | 193                        | Renaud Dion                | 82º                        |
| 54                            | -                             |                               | 124                           | David de la Fuente             | 39º                           | 194                        | Simon Gerrans              | 46º                        |
| 55                            | Giuliano Figueras             | 65º                           | 125                           | Koldo Gil                      | 2º                            | 195                        | David Navas                | 81º                        |
| 56                            | David Loosli                  | 77º                           | 126                           | José Ángel Gómez               | 14º                           | 196                        | Erki Pütsep                | R 8ª                       |
| 57                            | Evgenij Petrov                | 57º                           | 127                           | Luciano Pagliarini             | R 4ª                          | 197                        | Christophe Riblon          | R 8ª                       |
| 58                            | Daniele Righi                 | 85º                           | 128                           | Javier Mejías                  | 88º                           | 198                        | Aljaksandr Usaŭ            | 79º                        |
| Manager: Maurizio Piovani     | Manager: Maurizio Piovani     | Manager: Maurizio Piovani     | Manager: Joxean Fernandez     | Manager: Joxean Fernandez      | Manager: Joxean Fernandez     | Manager: Julien Jurdie     | Manager: Julien Jurdie     | Manager: Julien Jurdie     |
| Rabobank                      | Rabobank                      | Rabobank                      | Cofidis                       | Cofidis                        | Cofidis                       | Team LPR                   | Team LPR                   | Team LPR                   |
| 61                            | Óscar Freire                  | NP 8ª                         | 131                           | Cristian Moreni                | R 8ª                          | 201                        | Roger Beuchat              | NP 7ª                      |
| 62                            | Michael Boogerd               | 15º                           | 132                           | Jimmy Casper                   | R 7ª                          | 202                        | Andreas Dietziker          | NP 7ª                      |
| 63                            | Jan Boven                     | 100º                          | 133                           | Arnaud Coyot                   | 80º                           | 203                        | Daniele Contrini           | R 7ª                       |
| 64                            | Bram de Groot                 | 78º                           | 134                           | Geoffroy Lequatre              | 72º                           | 204                        | Mychajlo Chalilov          | 76º                        |
| 65                            | Mauricio Ardila               | R 4ª                          | 135                           | Thierry Marichal               | R 4ª                          | 205                        | Giairo Ermeti              | R 7ª                       |
| 66                            | Juan Antonio Flecha           | 87º                           | 136                           | Sébastien Minard               | 105º                          | 206                        | Michele Maccanti           | NP 7ª                      |
| 67                            | Michael Rasmussen             | NP 7ª                         | 137                           | Maxime Monfort                 | 50º                           | 207                        | Jurij Metlušenko           | NP 4ª                      |
| 68                            | Pieter Weening                | 24º                           | 138                           | Rik Verbrugghe                 | R 8ª                          | 208                        | Giuseppe Muraglia          | R 7ª                       |
| Manager: Adri van Houwelingen | Manager: Adri van Houwelingen | Manager: Adri van Houwelingen | Manager: Bernard Quilfen      | Manager: Bernard Quilfen       | Manager: Bernard Quilfen      | Manager: Orlando Maini     | Manager: Orlando Maini     | Manager: Orlando Maini     |